# Wahlkreis Görlitz 3
Der Wahlkreis Görlitz 3 (Wahlkreis 59) ist ein Landtagswahlkreis in Sachsen. Er umfasst die Städte Bernstadt a. d. Eigen,  Ebersbach-Neugersdorf, Herrnhut, Löbau, Neusalza-Spremberg, Ostritz und die Gemeinden Beiersdorf, Dürrhennersdorf, Großschweidnitz, Kottmar, Lawalde, Oppach, Rosenbach, Schönau-Berzdorf a. d. Eigen, Schönbach im Landkreis Görlitz und existiert in dieser Form seit der Landtagswahl 2014. Wahlberechtigt waren bei der Landtagswahl 2019 50.705 Einwohner.

## Wahl 2024
Die Landtagswahl 2024 führte zu folgendem Ergebnis:
| Direktkandidat       | Partei              | Erststimmen in % | Zweitstimmen in % |
| -------------------- | ------------------- | ---------------- | ----------------- |
| Conrad Clemens       | CDU                 | 36,1             | 33,2              |
| Roman Golombek       | AfD                 | 43,0             | 41,0              |
| Ferdinand Lorenz     | Die Linke           | 2,1              | 1,9               |
| Thomas Pilz          | GRÜNE               | 1,6              | 2,1               |
| Andreas Wünsche      | SPD                 | 2,2              | 3,3               |
| Toralf Einsle        | FDP                 | 0,7              | 0,6               |
| Roland Schedler      | Freie Wähler        | 2,7              | 1,7               |
| –                    | Die Partei          | –                | 0,5               |
| –                    | Piraten             | –                | 0,2               |
| –                    | ÖDP                 | –                | 0,0               |
| –                    | BüSo                | –                | 0,0               |
| –                    | Tierschutz hier!    | –                | 1,0               |
| Stefan Heinke        | dieBasis            | 0,9              | 0,4               |
| –                    | Bündnis C           | –                | 0,2               |
| –                    | Bündnis Deutschland | –                | 0,3               |
| Carsten Henning Berg | BSW                 | 9,0              | 10,2              |
| Kristina Dienel      | Freie Sachsen       | 1,8              | 2,7               |
| –                    | V-Partei3           | –                | 0,1               |
| –                    | WU                  | –                | 0,4               |

## Wahl 2019

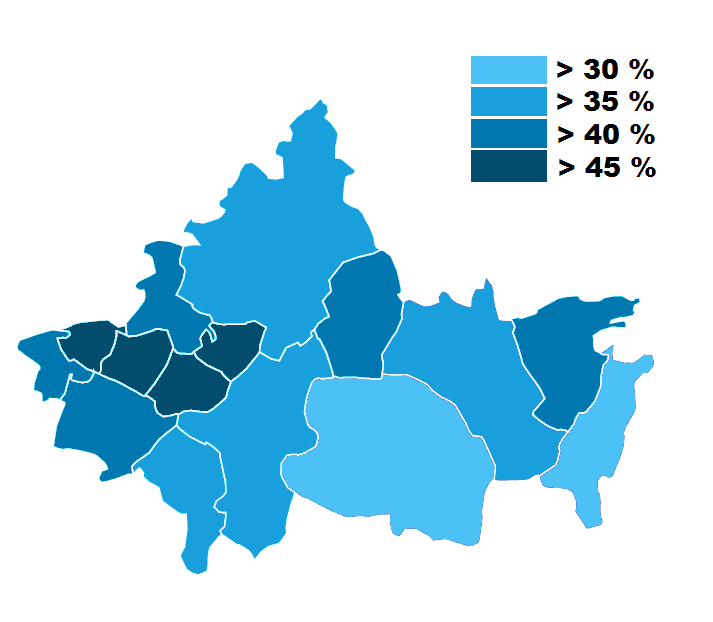
AfD als Direktstimmensieger bei der Landtagswahl 2019 (Erststimmen-Ergebnisse in den Gemeinden)

| Amtliches Endergebnis der Landtagswahl am 1. September 2019 in Sachsen im Wahlkreis 059 Görlitz 3 (Ergebnisse in Prozent) |

| Direktkandidat        | Partei               | Erststimmen in % | Erststimme gesamt | Zweitstimmen in % | Zweitstimme gesamt |
| --------------------- | -------------------- | ---------------- | ----------------- | ----------------- | ------------------ |
| Matthias Reuter       | CDU                  | 34,1             | 11.466            | 35,7              | 12.057             |
| Marie Wobst           | Die Linke            | 8,7              | 2.912             | 7,0               | 2.357              |
| Mario Kumpf           | AfD                  | 38,4             | 12.934            | 37,2              | 12.561             |
| Thomas Kuhne          | SPD                  | 4,0              | 1.338             | 4,2               | 1.403              |
| Silvio Pfeiffer-Prauß | GRÜNE                | 4,1              | 1.382             | 4,0               | 1.341              |
| Rico Hertrampf        | FREIE WÄHLER         | 6,3              | 2.106             | 3,6               | 1.219              |
| Christine Schlagehan  | FDP                  | 4,5              | 1.509             | 3,5               | 1.179              |
| –                     | Tierschutz           | –                | –                 | 1,4               | 489                |
| –                     | DIE PARTEI           | –                | –                 | 1,0               | 328                |
| –                     | NPD                  | –                | –                 | 0,6               | 210                |
| –                     | Gesundheitsforschung | –                | –                 | 0,5               | 160                |
| –                     | Blaue #TeamPetry     | –                | –                 | 0,3               | 112                |
| –                     | Piraten              | –                | –                 | 0,2               | 76                 |
| –                     | ADPM                 | –                | –                 | 0,2               | 58                 |
| –                     | ÖDP                  | –                | –                 | 0,2               | 52                 |
| –                     | Die Humanisten       | –                | –                 | 0,1               | 32                 |
| –                     | PDV                  | –                | –                 | 0,1               | 43                 |
| –                     | KPD                  | –                | –                 | 0,1               | 38                 |
| –                     | BüSo                 | –                | –                 | 0,1               | 36                 |

## Wahl 2014
| Amtliches Endergebnis der Landtagswahl am 31. August 2014 in Sachsen im Wahlkreis 059 Görlitz 3 (Ergebnisse in Prozent) |

| Direktkandidat       | Partei          | Erststimmen in % | Zweitstimmen in % |
| -------------------- | --------------- | ---------------- | ----------------- |
| Heinz Lehmann        | CDU             | 40,7             | 41,0              |
| Heiderose Gläß       | Die Linke       | 17,7             | 16,7              |
| Andreas Herrmann     | SPD             | 8,4              | 8,9               |
| Franziska Schubert   | GRÜNE           | 6,8              | 3,6               |
| Andreas Storr        | NPD             | 5,4              | 5,7               |
| Christine Schlagehan | FDP             | 4,8              | 4,4               |
| –                    | Tierschutz      | –                | 0,9               |
| Jens Bekersch        | Piraten         | 1,1              | 0,7               |
| –                    | BüSo            | –                | 0,2               |
| –                    | DSU             | –                | 0,2               |
| Silke Grimm          | AfD             | 15,2             | 14,6              |
| –                    | pro Deutschland | –                | 0,2               |
| –                    | FREIE WÄHLER    | –                | 2,7               |
| –                    | DIE PARTEI      | –                | 0,4               |